# Правовая система

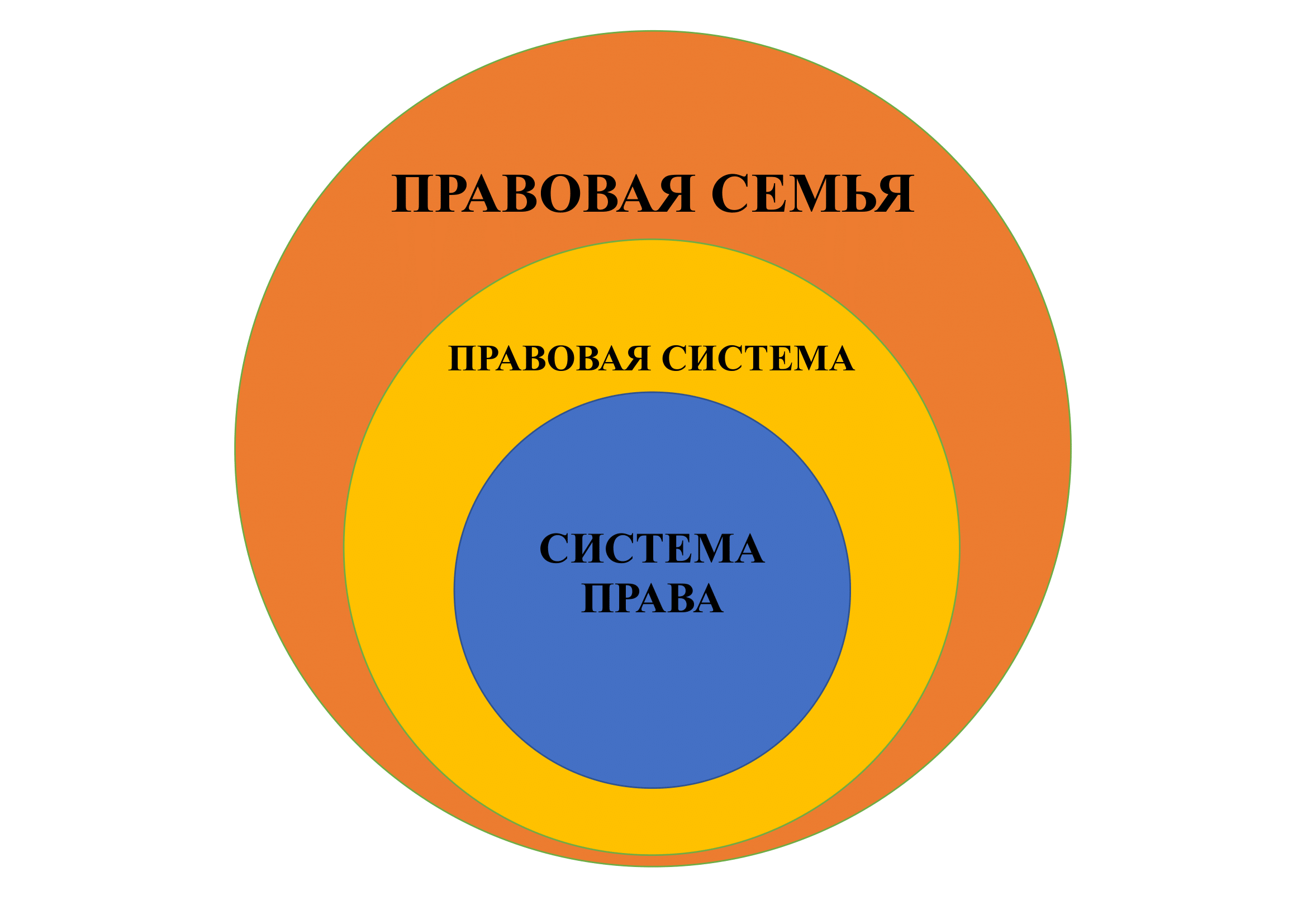
Соотношение правовой семьи, правовой системы и системы права

Правова́я систе́ма — совокупная связь системы права (в том числе системы законодательства), правовой культуры и правореализации.
Правовую систему не следует путать с системой права, которая является лишь частью правовой системы. Понятие правовой системы часто используется для того, чтобы охарактеризовать историко-правовые и этнокультурные отличия права разных государств и народов.

## Проблема понимания правовой системы
Введение в научный оборот категории «правовая система» вызывало много споров, ещё С. С. Алексеев задавался вопросом, каким же понятием возможно охватить все нормативные и поднормативные элементы правовой действительности, чтобы в полной мере сохранить чёткость, «неразмытость» научной категории, выражающей объективное право, и пришёл к выводу, что им может служить понятие правовой системы.
Однако существует и противоположная точка зрения: некоторые исследователи полагают, что понятие «правовая система» не должно входить в категориальный аппарат правовой теории, поскольку не обладает научным статусом и является условным и размытым. Например, с точки зрения В. С. Нерсесянца «трактовки правовой системы в качестве какого-то нового правового понятия, охватывающие всё право (все правовые феномены и категории), по существу означают подмену общего понятия права неким довольно условным (и случайным) словосочетанием „правовая система“», и далее дополняет, что под правовой системой стали понимать совокупность всех правовых явлений и понятий, то есть фактически всё то, что в марксизме называется «юридической надстройкой», возвышающейся над «юридическим базисом».
В целом можно сказать, что появление понятия «правовой системы» было своеобразным компромиссом между сторонниками широкого и нормативного понимания права, или, как точнее было указано Ю. А. Тихомировым, «ещё одна грань в правопонимании — попытка углубить представление о праве как о едином и целом с помощью понятия „правовая система“».
Несмотря на то, что правовая система изучается в России уже несколько десятилетий, в современной теории права единообразия в определении предмета, объёма и содержания понятия «правовой системы» так и не появилось: одни юристы отождествляют её с системой правовых норм, другие объединяют право как нормативное образование, правотворчество и правоприменение, третьи охватывают этим понятием внутренние связи правовых явлений, их организацию и структуру. 
Она характеризуется также как совокупность:
- юридических норм, принципов и институтов (нормативный элемент), 
- правовых учреждений (организационный элемент), 
- правовых идей и взглядов (идеологический элемент). 
Некоторые исследователи даже полагают, что категория правовой системы до сих пор остаётся слабо разработанной.
Существует множество определений понятия «правовой системы», которые можно свести к нескольким подходам. Например, по мнению В. В. Гаврилова в отечественной теории права таких подходов существует три.
Первый подход: содержание понятия «правовая система» рассматривается в контексте различных форм внешнего выражения и закрепления правовых норм, а также их взаимодействия друг с другом. Тихомиров Ю. А. определяет правовую систему как «структурно и функционально упорядоченный массив взаимосвязанных нормативно-правовых актов, создаваемых и действующих на основе единых принципов», другими словами правовая система это «базовое юридическое понятие, охватывающее все правовые акты и их связи в национально государственном масштабе». По его мнению, доктринальная трактовка позволяет охарактеризовать правовую систему как «взаимодействие правовых идей и принципов правотворчества, правового массива и правоприменения. Именно в таком плане автор высказывал своё мнение около двадцати лет назад». К сторонникам первого подхода В. В. Гаврилов также относит С. Н. Егорова, который рассматривает правовую систему как «совокупность норм, изложенных в иерархической системе нормативных правовых актов, принятых политической властью».
Второй подход: понятие «правовая система» характеризуется через призму не только позитивного права, но и некоторых других тесно связанных с ним и между собой активных элементов правовой действительности. Сторонником этой точки зрения является С. С. Алексеев, согласно которому, правовая система — «это всё позитивное право, рассматриваемое в единстве с активными элементами правовой действительности — правовой идеологией и судебной (юридической) практикой».
Третий подход: отличает стремление относиться к понятию «правовая система» как категории, отражающей все правовые явления и всю правовую действительность, существующие в обществе. Данная позиция прослеживается в работах Н. И. Матузова, который считает, что «правовая система охватывает весь юридический аппарат, всю юридическую деятельность, осуществляемую в разных формах».
Необходимо также привести уже ставшую традиционной классификацию, согласно которой понятие «правовая система» рассматривается в широком и узком смыслах.
В широком смысле правовая система представляет собой правовую организацию общества, «совокупность внутренне согласованных и взаимосвязанных социально однородных юридических средств (явлений), с помощью которых официальная (публичная) власть оказывает регулятивно-организующее и стабилизирующее воздействие на общественные отношения, поведение людей». Указанное определение близко согласуется с мнением Ж. Карбонье, согласно которому правовая система является «вместилищем, средоточием разнообразных юридических явлений, существующих в обществе в одно и то же время на одном и том же пространстве».
В узком смысле правовая система сводится к объективному праву и рассматривается как «целостное единство правовых актов и норм национального права, разделённых на основе внутреннего согласования на части (правовые институты и отрасли права) в соответствии с предметом и методом правового регулирования, связанные между собой иерархическими и координационными отношениями и имеющие своим центром правовые принципы, в концентрированной форме выражающие сущность, цель, основные задачи и функции права».

## Элементы правовой системы

### Система права
Система права — совокупность норм, институтов и отраслей права в их взаимосвязи.
Система права включает в себя четыре компонента:
- Отрасль права — совокупность норм права, регулирующих качественно однородную группу общественных отношений, она характеризуется своеобразием предмета и метода правового регулирования (по этим критериям отличают одну отрасль права от другой);
- Подотрасль (суботрасль) права — совокупность нескольких близких по характеру правовых институтов. Например, в составе гражданского права выделяют авторское, жилищное, патентное право, в составе финансового права выделяется подотрасль налогового права;
- Правовой институт — представляет собой группу норм права, регулирующих типичные общественные отношения и в силу этого приобретающих относительную самостоятельность и устойчивость функционирования. Чаще всего регулирует определённый вид общественных отношений, причём это регулирование имеет достаточно законченный характер.
  - Отраслевой правовой институт — объединяет нормы внутри конкретной отрасли, например, институты дарения, наследования в гражданском праве, институт президентства в конституционном праве и др.
  - Межотраслевой правовой институт — к нему принадлежат институты, которые регулируют общественные отношения, относящиеся к двум или более отраслям права, например, институт собственности, юридической ответственности, институт договора и пр.
- Норма права — регулирует конкретный вид общественных отношений, содержит установленные или санкционированные государством правила поведения, общеобязательные в пределах сферы своего действия, обеспеченные принудительной силой государства и отражённые в источнике права.

### Правовая культура
Правовая культура — система ценностей, правовых идей, убеждений, навыков и стереотипов поведения, правовых традиций, принятых членами определённой общности (государственной, религиозной, этнической) и используемых для регулирования их деятельности.
Для многонациональных и мультирелигиозных обществ характерно одновременное существование в рамках одного государства нескольких правовых культур. Например, Россия является многонациональным государством, поэтому в нём одновременно существуют элементы русской, мусульманской и других этнических правовых культур. Также выделяется правовая культура как общества в целом, так и отдельной личности (индивидуума). Разные виды правовых культур несопоставимы между собой, каждая из них имеет свою определённую самоценность.
Выделяются четыре разновидности проявлений правовой культуры:
- правовые идеи;
- правовые нормы и институты;
- правовые поступки;
- правовые учреждения.

Правовая культура общества зависит от уровня развития правового сознания населения, уровня развития правовой деятельности (правотворческой и правореализуещей), и уровня развития всей системы законодательства.
Правовая культура человека выражается в способности пользоваться своим правом, действовать в рамках права, а также в наличии правовой грамотности.

### Правореализация
Реализация права — возложение предписаний правовых норм в поведение людей и осуществление данных предписаний в реальной жизни.
Формами реализации права являются:
- Использование — активная реализация субъектами: гражданами, организациями, государственными органами тех возможностей, которые заключены в праве, то есть использование тех субъективных прав, которые закреплены в праве.
- Исполнение — это воплощение в жизнь обязывающих норм, когда субъект совершает какое-либо действие, которое ему вменялось законом в обязанность.
- Соблюдение — реализация пассивной обязанности, заключающейся в воздержании от совершения каких-либо действий, которые были запрещены.

Особой формой реализации права является его применение, спецификой данной формы является то, что она осуществляется компетентными органами, имеет цель воплотить содержание правовых норм в жизнь и может распространяться на неопределённый круг лиц.

## Классификация правовых систем

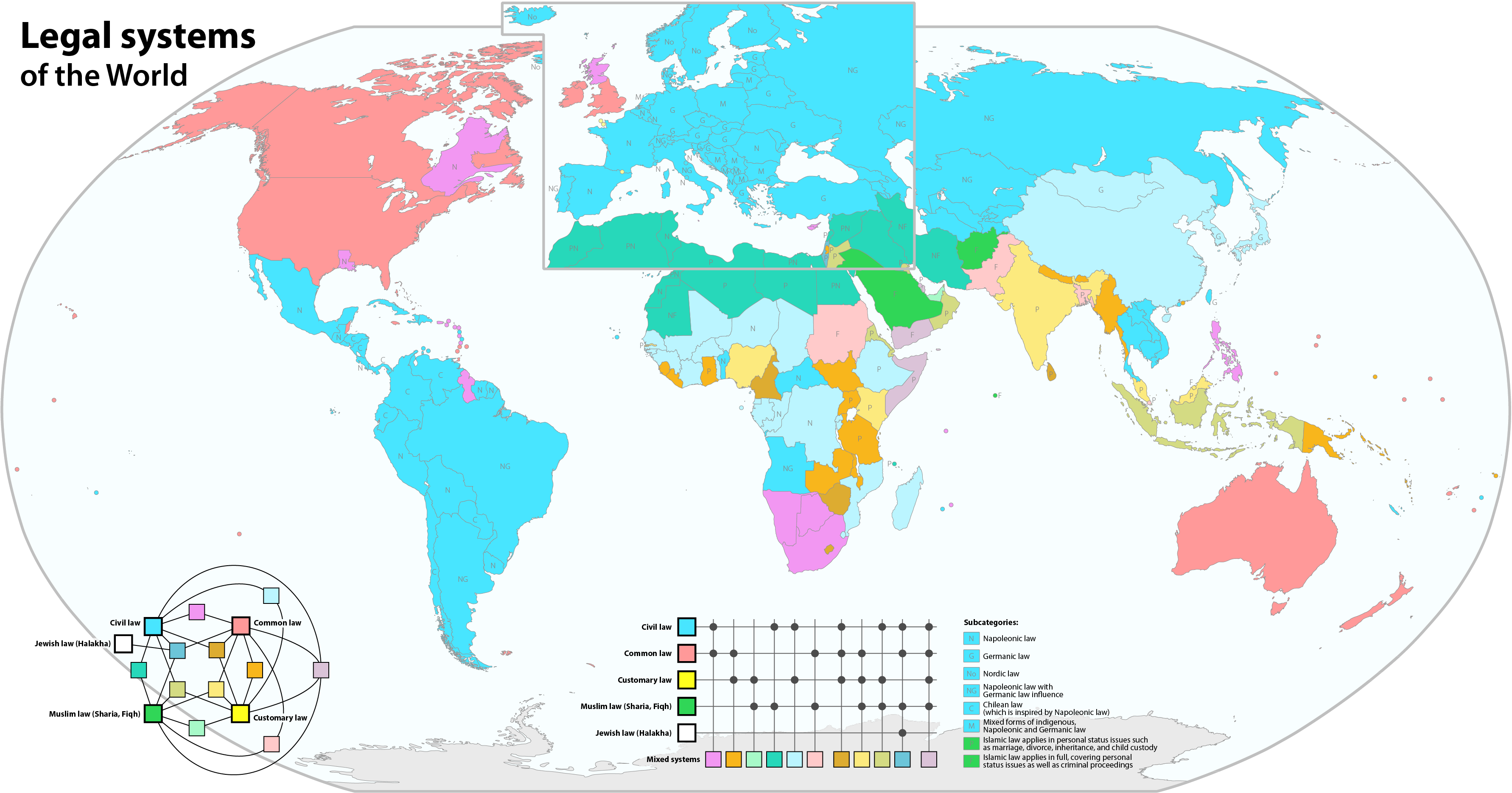
Карта правовых систем мира

Каждая правовая система уникальна, однако сравнительное правоведение позволяет произвести типологию правовых систем на основе анализа их сходств и различий. Таким образом, формируются типы правовых систем, называемые правовыми семьями.
Для выделения основных правовых семей наиболее существенными, по мнению большинства учёных[кто?], являются три группы критериев:
- исторический генезис (то есть возникновение и их развитие);
- система институтов права;
- структура правовых семей.

Наиболее распространёнными и известными являются классификация французского учёного Рене Давида и классификация, предложенная К. Цвайгертом и Х. Кётцем.
В соответствии с классификацией Рене Давида, в основе которой лежат два критерия — идеологический фактор (религия, философия) и юридическая техника — выделяются:
- Романо-германская правовая семья (страны континентальной Европы, а также Латинской Америки, некоторые страны Африки и Азии);
- Англосаксонская правовая семья (Великобритания, США, Канада, Австралия, Новая Зеландия);
- Религиозно-правовые семьи (мусульманское право, иудейское право, индуистское право);
- Социалистическая семья (Китай, Вьетнам, КНДР, Куба);
- Семья обычного права (экваториальная Африка, Мадагаскар).

Подход К. Цвайгерта и Х. Кётца основывается на понятии правового стиля, которое учитывает пять факторов — происхождение и эволюция правовой системы; своеобразие юридического мышления; специфические правовые институты; природа правовых институтов и способы их толкования; идеологический фактор. По ней различаются романская, германская, скандинавская, английская, американская, социалистическая и индуистская семьи, а также право ислама.